# Zaginiona flota
Zaginiona flota (ang. The Lost Fleet) – seria powieści z gatunku opery kosmicznej autorstwa Johna Hemry’ego (pod pseudonimem Jack Campbell). Opowiada o losach Johna Geary’ego, bohatera jednej z pierwszych bitew stuletniej wojny przeciwko Syndykatowi, odnalezionego po stu latach hibernacji w kapsule ratunkowej, który obejmuje dowództwo nad flotą Sojuszu.

## Powieści

### Zaginiona flota
- Nieulękły (Dauntless, czerwiec 2006)
- Nieustraszony (Fearless, luty 2007)
- Odważny (Courageous, grudzień 2007)
- Waleczny (Valiant, czerwiec 2008)
- Bezlitosny (Relentless, kwiecień 2010)
- Zwycięski (Victorious, 27 kwietnia 2010)

### Przestrzeń zewnętrzna (Beyond the Frontier)
- Dreadnaught (kwiecień 2011)
- Niezwyciężony (Invincible, maj 2012)
- Strażnik (Guardian, maj 2013)
- Nieugięty (Steadfast, 6 maja 2014)
- Lewiatan (Leviathan, 5 maja 2015)

(Seria ściśle powiązana z Zaginioną Flotą)

### The Lost Stars
- The Lost Stars: Tarnished Knight (październik 2012)
- The Lost Stars: Perilous Shield (październik 2013)
- The Lost Stars: Imperfect Sword (2014)
- The Lost Stars: Shattered Spear (2016)

(Seria ściśle powiązana z Zaginioną Flotą)

### The First Stars
(Nowa seria planowana jako trylogia)

## Powieści wydane w Polsce
- Zaginiona flota: Nieulękły (Fabryka Słów, kwiecień 2008)
- Zaginiona flota: Nieustraszony (Fabryka Słów, lipiec 2008)
- Zaginiona flota: Odważny (Fabryka Słów, luty 2009)
- Zaginiona flota: Waleczny (Fabryka Słów, marzec 2009)
- Zaginiona flota: Bezlitosny (Fabryka Słów, 2010)
- Zaginiona flota: Zwycięski (Fabryka Słów, maj 2011)
- Zaginiona flota. Przestrzeń zewnętrzna: Dreadnaught (Fabryka Słów, maj 2012)
- Zaginiona flota. Przestrzeń zewnętrzna: Niezwyciężony (Fabryka Słów, listopad 2016)
- Zaginiona flota. Przestrzeń zewnętrzna: Strażnik (Fabryka Słów, sierpień 2017)
- Zaginiona flota. Przestrzeń zewnętrzna: Nieugięty (Fabryka Słów, styczeń 2020)
- Zaginiona flota. Przestrzeń zewnętrzna: Lewiatan (Fabryka Słów, marzec 2020)
- Narodziny floty. Awangarda :(Fabryka słów, czerwiec 2021)
- Narodziny floty. Przewaga:(fabryka słów, październik 2021)
- Narodziny Floty. Zwycięstwo :(fabryka słów, 2022)